# Mieczysław Biernacki (dyplomata)
Mieczysław Jan Biernacki (ur. 12 czerwca 1933 w Wolbromiu, zm. 11 lipca 2005 w Warszawie) – polski dyplomata, ambasador RP w Kolumbii (1987–1992) i Kostaryce (1997–2001).
Absolwent Szkoły Głównej Służby Zagranicznej. Od 1956 pracownik służby dyplomatyczno-konsularnej Ministerstwa Spraw Zagranicznych. Od 1978 do 1983 chargé d’affaires w Mozambiku. W latach 1983–1987 doradca ministra. Od 18 grudnia 1987 do 29 lutego 1992 ambasador PRL/RP w Kolumbii. Od 1997 do 2001 ambasador RP w Kostaryce.
Członek Zjednoczonego Stronnictwa Ludowego.
Pochowany na Cmentarzu Bródnowskim w Warszawie.